# Șopârla (constelație)
Șopârla este una din cele 88 de constelații moderne acceptate de Uniunea Astronomică Internațională. 

## Descriere și localizare

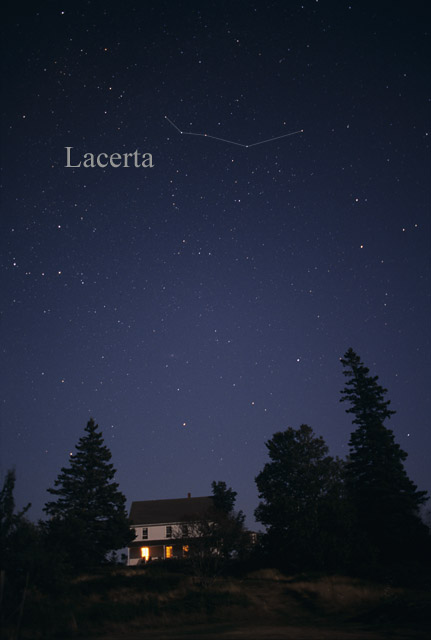
Constelația Șopârla văzută cu ochiul liber. Pentru identificarea mai ușoară au fost trasate linii între stele.

## Obiecte cerești
Coordonate:  22h 30m 00s, +45° 00′ 00″